# 尼川元氣
尼川元氣（日语：あまかわ げんき、1984年11月27日—）是日本的貝斯手。大阪府松原市出身。現在是flumpool的貝斯手。

## 相關項目
- flumpool
  - 山村隆太
  - 阪井一生
  - 小倉誠司